# Англо-радянсько-іранський договір (1942)
Договір про союз між Союзом Радянських Соціалістичних Республік, Великою Британією та Іраном — договір, підписаний за результатами Іранської операції збройних сил Великої Британії та Радянського Союзу 1941—1942 років.
Підписаний 29 січня 1942 року у Тегерані.

## Передумови
При шахові Фатх-Алі іранці претендували на внутрішні області Кавказу (Азербайджан, Грузію, Вірменію і Дагестан) і були втягнуті в тривалу боротьбу з росіянами, яка закінчилася Ґюлістанським (1813) і Туркаманчайським (1828) принизливими мирними договорами, за якими Іран був вимушений поступитися названими кавказькими землями.
Велика Британія та Російська імперія конкурували в Ірані. Відкриття нафтових родовищ посилило на початку 20 ст. суперництво Великої Британії і Росії за вплив в регіоні. Англо-російське суперництво призвело в 1907 році до англо-російської угоди, що поділила Іран на сфери впливу.
Велика Британія та Російська імперія були союзниками під час Першої світової війни.
Захопивши владу після революційних подій 1917 року у Російській імперії та проголошення Російської Республіки, більшовицький уряд Росії порушив міждержавні договори часів Першої світової війни і підписав сепаратний мирний договір із супротивниками Великої Британії.
Розірвавши в односторонньому порядку угоди, що існували між Росією та Великою Британією, здійснивши націоналізацію підприємств, що належали громадянам Великої Британії, Раднарком Радянської Росії викликав відповідну реакцію керівних кіл Великої Британії.
Ці дії та інтервенція союзних держав призвели до розриву дипломатичних відносин між країнами.
Дипломатичні відносини були поновлені 1 лютого 1924 року, а потім розірвані британською стороною 26 травня 1927 року. Від 3 жовтня 1929 року дипломатичні та економічні відносини були поновлені.
З початком воєнних дій Вермахту проти Польщі Велика Британія оголосила 3 вересня 1939 року війну Німеччині. Але вона не вжила дипломатичних заходів після вторгнення військ Червоної Армії до Польщі 17 вересня.
З початком Німецько-радянської війни між Великою Британією і СРСР була підписана Угода про спільні дії проти Німеччини.
У грудні 1941 року делегація Великої Британії провадила перемовини у Москві з керівництвом СРСР.
1 січня 1942 року Велика Британія та СРСР, разом із іншими державами підписали Декларацію Об'єднаних націй.